# Le Ménil
Le Ménil è un comune francese di 1 195 abitanti situato nel dipartimento dei Vosgi nella regione del Grand Est.

## Società

### Evoluzione demografica
Abitanti censiti